# 魯德尼亞-卡緬卡
51°4′43″N 28°57′42″E / 51.07861°N 28.96167°E
魯德尼亞-卡緬卡（烏克蘭語：Рудня-Кам'янка），是烏克蘭北部的村莊，隸屬日托米爾州的科羅斯滕區。該村面積0.36平方公里，海拔高度147米，2001年人口30，人口密度每平方公里84.27人。